# 金沢みどり
金沢 みどり（かなざわ みどり、1996年10月17日 - ）は、日本の女子バスケットボール選手である。ポジションはシューティングガード。Wリーグの新潟アルビレックスBBラビッツ所属。

## 来歴
神奈川県出身。
旭高校でインターハイ、福島大でインカレをそれぞれ経験。
卒業後は新潟アルビレックスBBラビッツに加入。